# Церква Святої Великомучениці Параскеви П'ятниці (Дрогобич)
Церква Святої Великомучениці Параскеви П'ятниці — парафіяльна православна дерев'яна церква на честь святої та великомучениці Параскевії П'ятниці у Дрогобичі. Пам'ятка архітектури місцевого значення. Парафія належить до Дрогобицького деканату, Дрогобицько-Самбірської Єпархії ПЦУ. Престольне свято — 10 листопада (Параскевії П'ятниці).

## Розташування

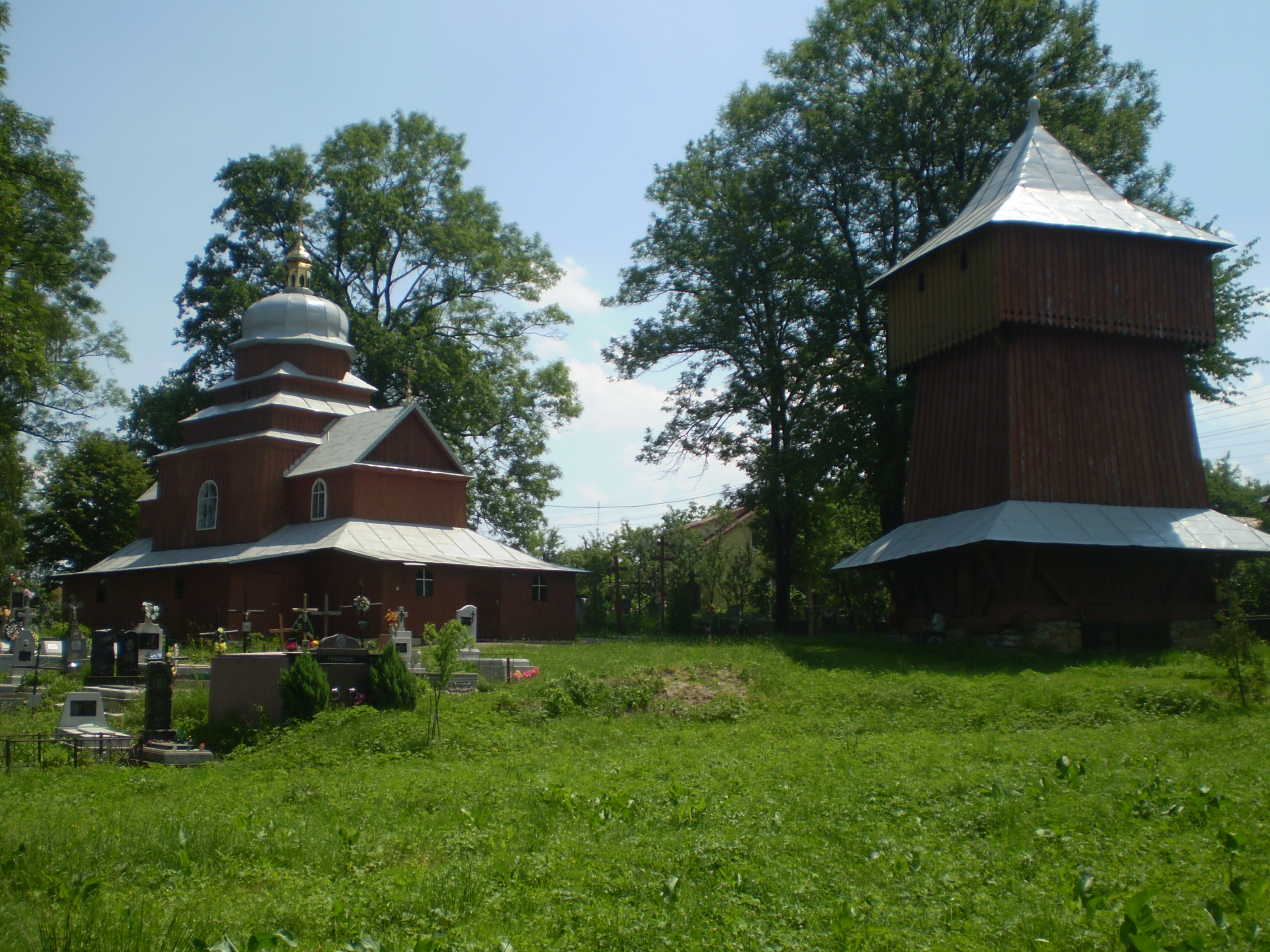

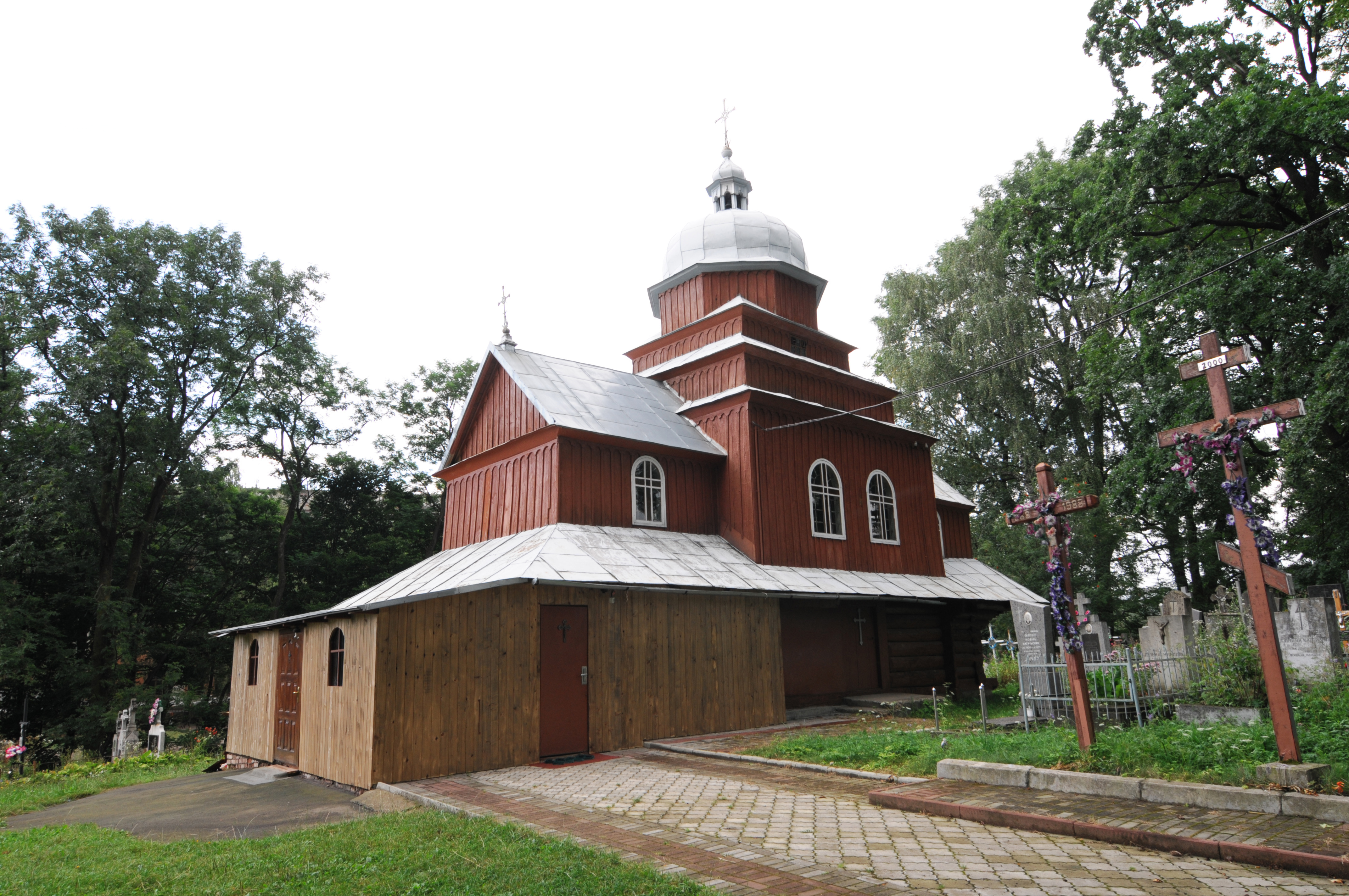
Церква з добудовою, яка була виконана вже у наш час

Розташована у передмісті Завіжне, в західній частині Дрогобича, посеред парафіяльного цвинтаря, на вулиці Михайла Коцюбинського, 24

## Історія
Перші згадки про церкву Святої Великомучениці Параскеви П'ятниці датуються 1496 роком. У 1683 році була перебудована. 
1814 року, під час святкування Різдва Христового, церква згоріла через неакуратне поводження з вогнем прислуги.
У 1815 році на місці старої церкви побудовано, без єдиного цвяха, сучасну дерев'яну церкву Святої Параскеви П'ятниці.
Дзвіницю споруджено в оборонному стилі. На дзвіниці встановлено три дзвони, які були виготовлені у 1804, 1835 та 1858 роках.
З 1960 року до 1990 року церква була закритою.
2 травня 1989 року Божого перед замкненою церквою відправлено Богослужіння в Греко-Католицькому обряді. 
У 1990 році церква передана громаді Української автокефальної православної церкви.

## Реліквії
У церкві зберігалися: Служебник, друкований у Супралі 1695 року Божого, рукописний Апостол, Служебник із 1702 року, чотири Євангелія, стара люстра, фелони, хрест, вівтарі, кивот, ікони, виконані на дереві і металі, мальовані на полотні.

## Архітектура
Церква дерев'яна, тризрубна, одноверха, завершена над навою восьмериковим верхом з двома заломами, увінчаним шоломовою банею з ліхтарем та маківкою. 
У архітектурі церкви помітні впливи місцевого бойківського будівництва.

## Світлини

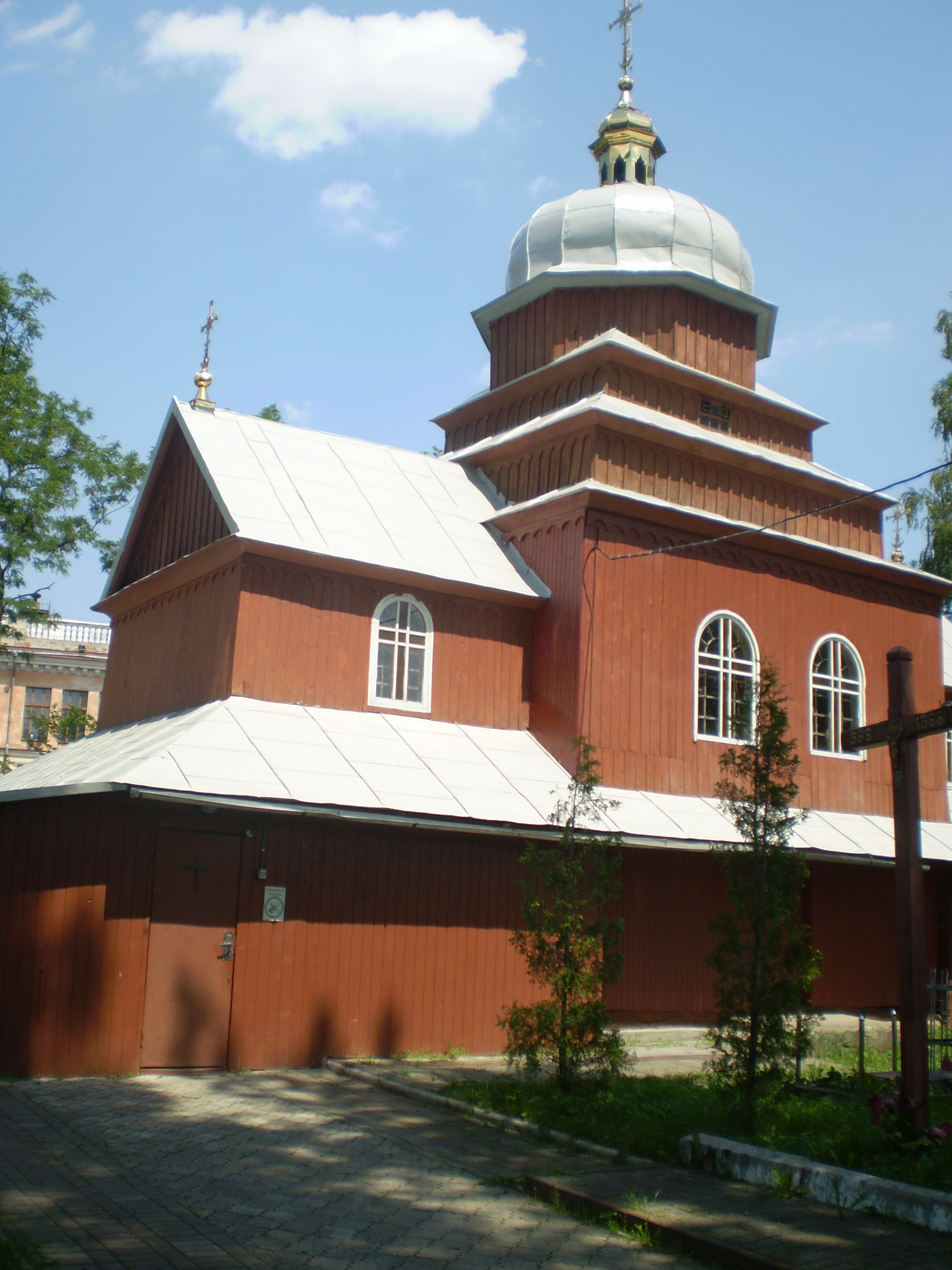
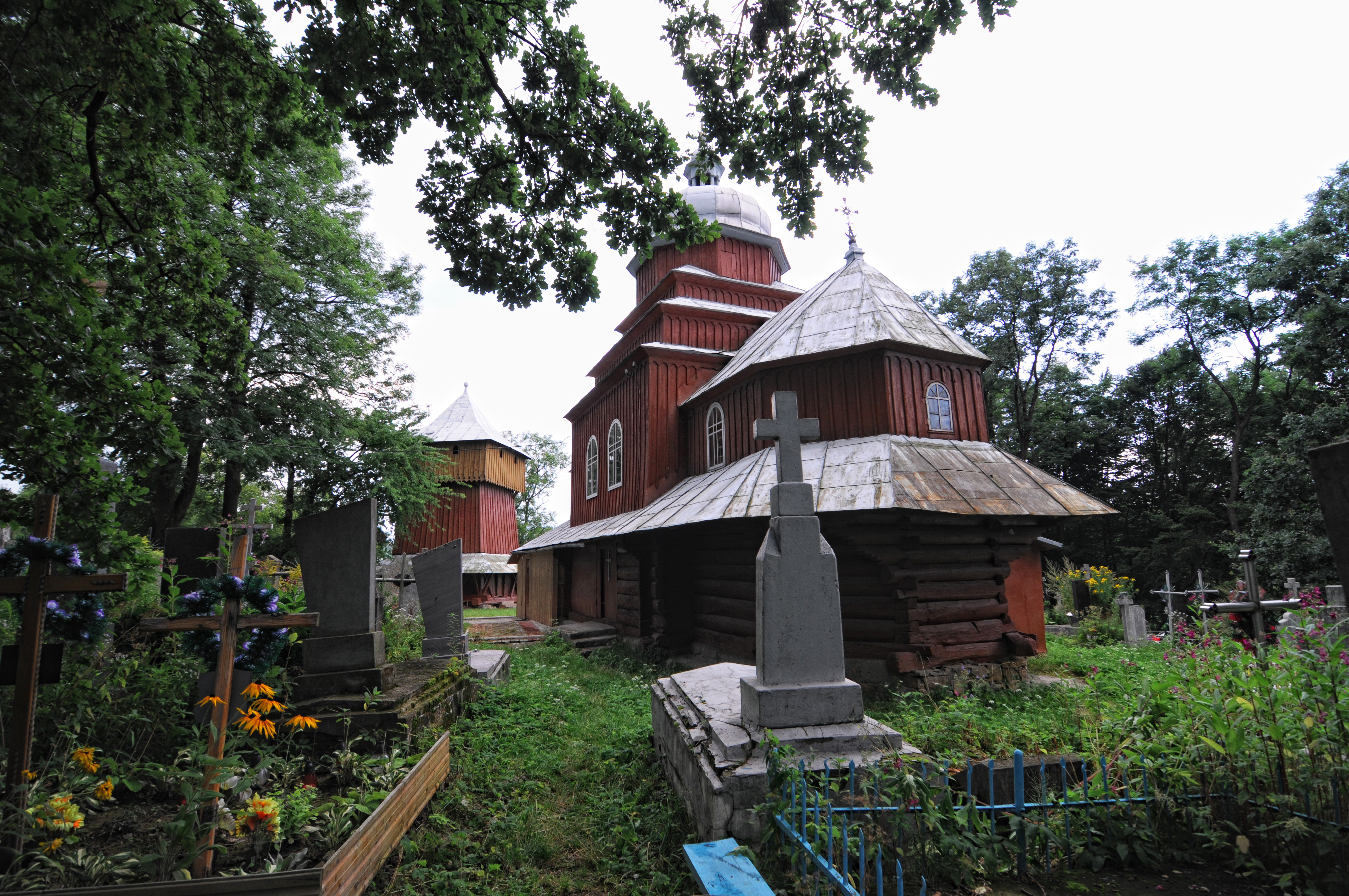
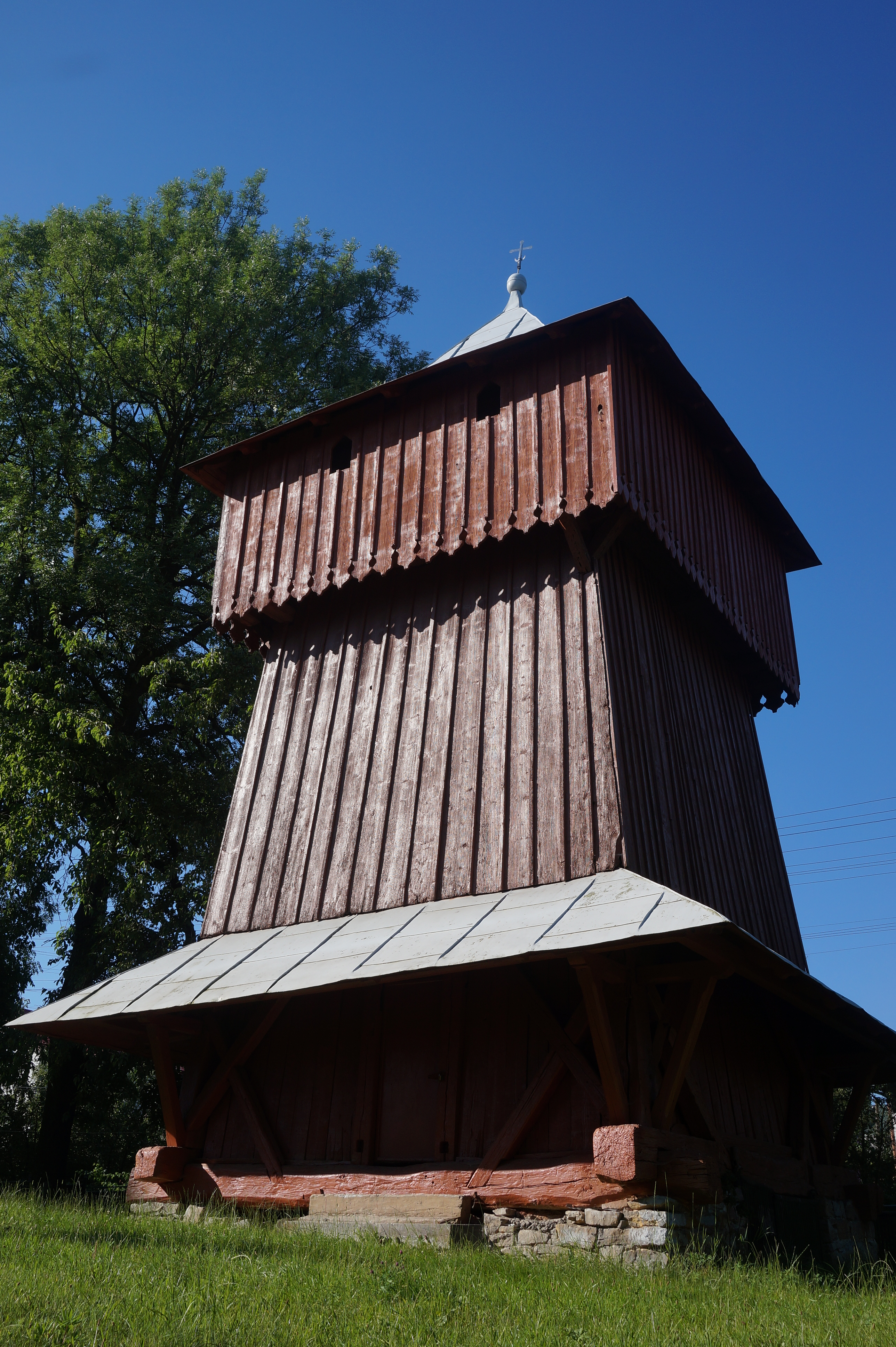